# Estadio Coronel José Silva Romo
El estadio Coronel José Silva Romo es un estadio multiusos. Está ubicado en la ciudad de Baños, provincia de Tungurahua. Fue inaugurado en 2010, es usado para la práctica del fútbol y tiene capacidad para 4000 espectadores.

## Historia

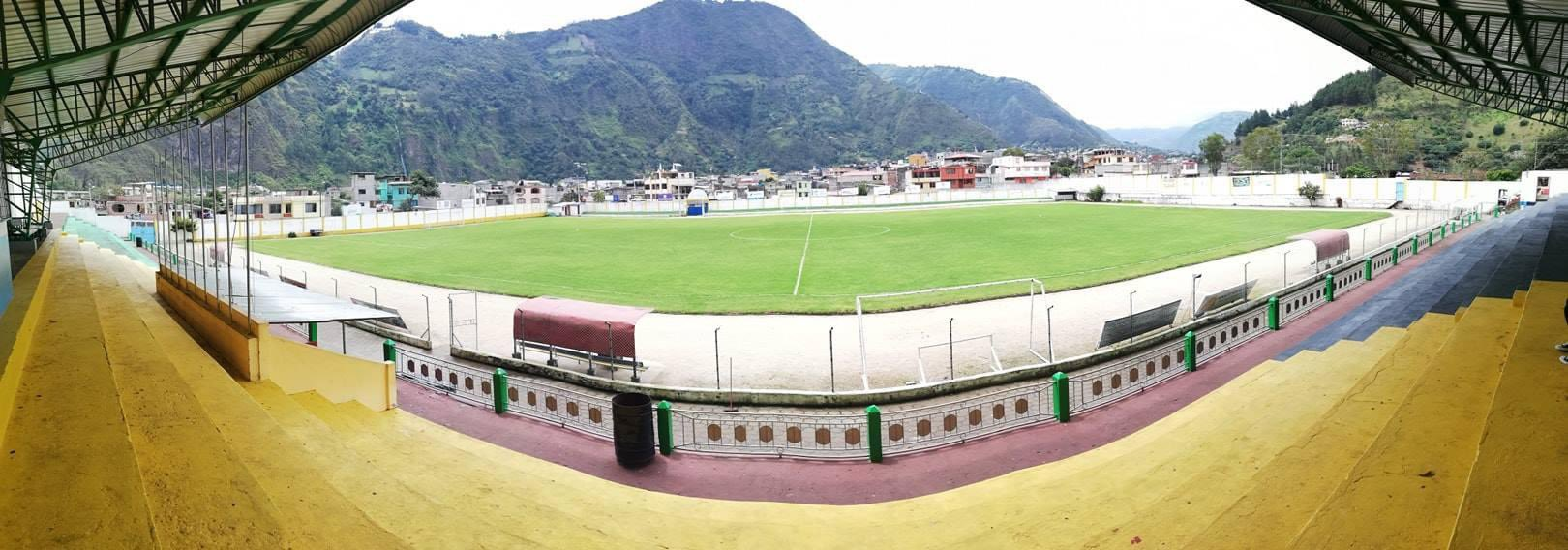
Vista panorámica de la cancha

El escenario desempeña un importante papel en el fútbol a nivel local, ya que el Club Baños Ciudad de Fuego juega sus encuentros en casa en este recinto deportivo, participa en el Campeonato Provincial de Fútbol de Segunda Categoría de Tungurahua y también en la fase nacional del Campeonato de Fútbol de Segunda Categoría de Ecuador.
El estadio es sede de distintos eventos deportivos a nivel de la ciudad y cantón, ya que también es usado para los campeonatos escolares de fútbol que se desarrollan en la ciudad en las distintas categorías, también puede ser usado para eventos culturales, artísticos, musicales de la localidad.
El estadio tiene instalaciones con camerinos para árbitros, equipos local y visitante, zona de calentamiento, cabinas de prensa, y más espacios para los aficionados.
- Campeonatos Intercolegiales de fútbol.[5]
- Entrenamientos disciplinas fútbol y atletismo.[6]

En 2024 se hicieron refacciones en el estadio, incluyendo la inclusión de luminarias para partidos en horario nocturno, para que sea sede de los partidos de local del equipo pelileño Chacaritas Fútbol Club, club que participó en la Serie B de Ecuador en ese año, de esta manera recibió por primera vez partidos de la primera categoría del fútbol ecuatoriano.

## Encuentros futbolísticos

### Primer partido en primera categoría
El primer partido oficial en primera categoría se jugó el 1 de mayo de 2024.
| Fecha 8 - Fase 1 LigaPro Serie B 2024; 1 de mayo de 2024 | Chacaritas                                    | 2:0 (1:0) | Leones del Norte | Estadio Coronel José Silva Romo, Baños |                            |
| 15:00 (UTC-5)                                            | - Jersson Rodríguez 45+2' - Andrés García 56' | Reporte   |                  | Árbitro(s): Julián Moreira             | Árbitro(s): Julián Moreira |